# Rhamphomyia poissoni
Rhamphomyia poissoni är en tvåvingeart som först beskrevs av Trehen 1966.  Rhamphomyia poissoni ingår i släktet Rhamphomyia och familjen dansflugor. Arten har ej påträffats i Sverige. Inga underarter finns listade i Catalogue of Life.